# 平等之愛
平等之愛（英語："Same Love"）是西雅图饶舌歌手麥可莫与其制作人萊恩·路易斯合作的一支单曲，由麥可莫与玛丽·兰伯特合唱，作为第四支单曲收录在麥可莫的首张录音室专辑《偷拐搶騙》中。该单曲录制于2012年华盛顿州74号公民投票期间，歌曲内容探讨了同性恋权利，音樂錄影帶被Youtube骄傲周选为特色视频。单曲封面为麥可莫的叔叔与其同性伴侣希恩的合照。

## 创作
麥可莫表示他因嘻哈对待同性恋的态度感到沮丧，因而创作了这首歌。他说道“通常憎恨女性和恐同在嘻哈文化中是用来表达自己苦闷的方式。但现在是2012年，需要做出一些改变。我认为我们所处的社会在进步，而嘻哈通常反应了这个世界正在发生些什么“。

## 评价
《卫报》作者加里·努恩表示平等之愛“远比将商业利益放在第一位，不顾节奏、押韵和辛辣评论的流行乐曲令人感动”。评论家罗伯特·克里斯特古认为平等之愛是2012年最好的十支单曲之一。平等之愛也成为首支进入《告示牌》百强单曲榜前四十的支持同性婚姻的单曲。

## 音乐录影带
平等之愛的音樂錄影帶（MV）由萊恩·路易斯和琼·琼·奥古斯塔夫导演，特里西亚·戴维斯制作，2012年10月2日首发于刘易斯的YouTube账号。平等之愛在发布后的24小时即获得35万点击量,至2013年9月28日在YouTube上被观看了超过8千万次。錄影帶讲述了一对同性伴侣跨越数十年的生活，包括他们为同性性倾向引起的社会冲突感动苦闷，他们的婚姻生活，以及生命的最后时光。MV中的婚礼部分拍摄于西雅图朝圣者基督教堂。麥可莫在MV中饰演一位没有台词的角色。MV在YouTube上的描述链接至Music4Marriage.org网站，该网站鼓励用音乐来支持74号公民投票。

## 现场演出
2012年10月30日，麥可莫、刘易斯和兰伯特在《艾伦秀》上表演了平等之愛。2013年5月1日，麥可莫在喜剧中心的《科尔伯特报告》节目上表演平等之愛。2014年1月26日，麥可莫、刘易斯、蘭伯特和麦当娜在第56届格莱美奖颁奖典礼上表演了平等之愛，并且现场有30对新人现场交换了戒指和誓言。

## 榜单
平等之愛在2012年7月18日释出，2013年2月7日以第99位进入《告示牌》百强单曲榜，最高曾至第11位（2013年8月8日）。在告示牌饶舌榜上，平等之愛最高至第二位（2013年7月11日），成为麥可莫在该榜上单拥有三支连续进入前五的单曲，其它两支分别为二手回收店和Can't Hold Us。 平等之愛在澳大利亚和新西兰榜单上分别夺得冠军，在加拿大榜上最高至第四，在英國單曲排行榜最高至第6。至2013年9月，该单曲在美国售出200万份。
2013年1月，平等之愛在澳洲榜上取代麥可莫的冠军单曲二手回收店夺冠，使得麥可莫成为澳洲历史上第三位连续两支单曲夺冠的音乐人/团体，其他两位为麦当娜和黑眼豆豆。

## 曲目
| 数字下载/黑胶唱片 | 数字下载/黑胶唱片                   | 数字下载/黑胶唱片 |
| 曲序              | 曲目                                | 时长              |
| ----------------- | ----------------------------------- | ----------------- |
| 1.                | Same Love（featuring Mary Lambert） | 5:20              |

## 榜单和销售认证
| 榜单 （2012年-2013年）                  | 最高 排位 |
| --------------------------------------- | --------- |
| 澳大利亚（澳大利亚唱片业协会單曲榜）    | 1         |
| 奥地利（Ö3四十强单曲榜）                | 28        |
| 比利时佛兰德（Ultratop五十强单曲榜）    | 11        |
| 比利时瓦隆（Ultratop五十强单曲榜）      | 13        |
| 加拿大（Canadian Hot 100）              | 4         |
| 捷克（電台百強單曲榜）                  | 30        |
| 丹麥（Hitlisten单曲榜）                 | 38        |
| 法国（法國唱片出版業公會單曲榜）        | 19        |
| 德国（德國官方單曲榜）                  | 25        |
| 愛爾蘭（愛爾蘭唱片音樂協會单曲榜）      | 6         |
| 意大利（意大利音乐产业联盟单曲榜）      | 51        |
| 荷兰（荷蘭四十強單曲榜）                | 13        |
| 新西兰（新西兰唱片音乐协会单曲榜）      | 1         |
| 蘇格蘭（官方榜单公司單曲榜）            | 7         |
| 瑞典（瑞典最熱榜）                      | 54        |
| 瑞士（瑞士热门音乐榜）                  | 33        |
| 英國（官方榜单公司單曲榜）              | 6         |
| 英國（官方榜单公司節奏藍調榜）          | 1         |
| 英國（官方榜单公司獨立榜）              | 1         |
| 美国（《告示牌》百大單曲榜）            | 11        |
| 美國（《告示牌》Pop Airplay）           | 5         |
| 美國（《告示牌》Hot R&B/Hip-Hop Songs） | 3         |
| 美國（《告示牌》Hot Rap Songs）         | 2         |
| 美國（《告示牌》Alternative Airplay）   | 21        |